# Dargnies
Dargnies je francouzská obec v departementu Somme v regionu Hauts-de-France. V roce 2013 zde žilo 1 299 obyvatel.

## Poloha obce
Sousední obce jsou: Beauchamps, Bouvaincourt-sur-Bresle, Embreville, Fressenneville, Yzengremer a Woincourt.

## Vývoj počtu obyvatel
Počet obyvatel